# فریادهایی در تاریکی
فریادهایی در تاریکی (اسپانیایی: Gritos en la noche‎) یا دکتر اورلوف مخوف (به انگلیسی: The Awful Dr. Orloff) فیلمی در ژانر ترسناک به کارگردانی خسوس فرانکو است که در سال ۱۹۶۲ منتشر شد. از بازیگران آن می‌توان به هوارد ورنون، دیانا لوریس، ماریسا پاردس، خسوس فرانکو و کنرادو سن مارتین اشاره کرد.